# مسابقات کاراته قهرمانی جهان
مسابقات کاراته قهرمانی جهان (انگلیسی: Karate World Championships) که به عنوان مسابقات جهانی کاراته نیز شناخته می‌شود، بالاترین سطح مسابقات بین‌المللی در رشته کاراته است. این مسابقات به صورت دوسالانه توسط فدراسیون جهانی کاراته (WKF) برگزار می‌شود. مسابقات در دو بخش کومیته و کاتا برگزار می‌شود.
زنان نیز از سال ۱۹۸۰ در مسابقات قهرمانی جهان در این رشته حضور دارند.

## رویدادها

### کومیته (مبارزه)
- کومیته انفرادی مردان و زنان.
- کومیته تیمی مردان و زنان.

### کاتا
- کاتا انفرادی مردان و زنان.
- کاتا تیمی (هماهنگ) مردان و زنان.
- کاتا تیمی با بونکای.

## فهرست مسابقات کاراته قهرمانی جهان
| دوره | سال  | شهر میزبان          | کشور                | تعداد رویدادها |
| ---- | ---- | ------------------- | ------------------- | -------------- |
| ۱    | ۱۹۷۰ | توکیو               | ژاپن                | ۲              |
| ۲    | ۱۹۷۲ | پاریس               | فرانسه              | ۲              |
| ۳    | ۱۹۷۵ | لانگ بیچ، کالیفرنیا | ایالات متحده آمریکا | ۲              |
| ۴    | ۱۹۷۷ | توکیو               | ژاپن                | ۲              |
| ۵    | ۱۹۸۰ | مادرید              | اسپانیا             | ۱۰             |
| ۶    | ۱۹۸۲ | تایپه               | تایوان              | ۱۳             |
| ۷    | ۱۹۸۴ | ماستریخت            | هلند                | ۱۳             |
| ۸    | ۱۹۸۶ | سیدنی               | استرالیا            | ۱۵             |
| ۹    | ۱۹۸۸ | قاهره               | مصر                 | ۱۶             |
| ۱۰   | ۱۹۹۰ | مکزیکو سیتی         | مکزیک               | ۱۶             |
| ۱۱   | ۱۹۹۲ | گرانادا             | اسپانیا             | ۱۶             |
| ۱۲   | ۱۹۹۴ | کوتا کینابالو       | مالزی               | ۱۶             |
| ۱۳   | ۱۹۹۶ | سان سیتی            | آفریقای جنوبی       | ۱۷             |
| ۱۴   | ۱۹۹۸ | ریو دو ژانیرو       | برزیل               | ۱۷             |
| ۱۵   | ۲۰۰۰ | مونیخ               | آلمان               | ۱۷             |
| ۱۶   | ۲۰۰۲ | مادرید              | اسپانیا             | ۱۷             |
| ۱۷   | ۲۰۰۴ | مونتری              | مکزیک               | ۱۷             |
| ۱۸   | ۲۰۰۶ | تامپره              | فنلاند              | ۱۷             |
| ۱۹   | ۲۰۰۸ | توکیو               | ژاپن                | ۱۷             |
| ۲۰   | ۲۰۱۰ | بلگراد              | صربستان             | ۱۶             |
| ۲۱   | ۲۰۱۲ | پاریس               | فرانسه              | ۱۶             |
| ۲۲   | ۲۰۱۴ | برمن                | آلمان               | ۱۶             |
| ۲۳   | ۲۰۱۶ | لینتس               | اتریش               | ۱۶             |
| ۲۴   | ۲۰۱۸ | مادرید              | اسپانیا             | ۱۶             |
| ۲۵   | ۲۰۲۱ | دبی                 | امارات متحده عربی   | ۱۶             |
| ۲۶   | ۲۰۲۳ | بوداپست             | مجارستان            | ۱۶             |

## جدول مدال‌ها در تمام دوران
تا پایان مسابقات کاراته قهرمانی جهان ۲۰۱۸:
| رتبه            | کشور                | طلا | نقره | برنز | مجموع |
| --------------- | ------------------- | --- | ---- | ---- | ----- |
| ۱               | ژاپن                | ۹۰  | ۵۲   | ۵۶   | ۱۹۸   |
| ۲               | فرانسه              | ۵۵  | ۴۵   | ۶۷   | ۱۶۷   |
| ۳               | بریتانیای کبیر      | ۲۹  | ۲۲   | ۲۵   | ۷۶    |
| ۴               | اسپانیا             | ۲۱  | ۲۷   | ۶۹   | ۱۱۷   |
| ۵               | ایتالیا             | ۱۹  | ۳۳   | ۵۶   | ۱۰۸   |
| ۶               | ترکیه               | ۱۲  | ۱۰   | ۳۲   | ۵۴    |
| ۷               | هلند                | ۱۰  | ۱۱   | ۱۸   | ۳۹    |
| ۸               | ایران               | ۱۰  | ۸    | ۲۳   | ۴۱    |
| ۹               | آلمان               | ۸   | ۱۲   | ۳۲   | ۵۲    |
| ۱۰              | آذربایجان           | ۷   | ۵    | ۴    | ۱۶    |
| ۱۱              | ایالات متحده آمریکا | ۶   | ۱۱   | ۱۸   | ۳۵    |
| ۱۲              | مصر                 | ۵   | ۸    | ۲۲   | ۳۵    |
| ۱۳              | برزیل               | ۴   | ۵    | ۷    | ۱۶    |
| ۱۴              | ونزوئلا             | ۴   | ۳    | ۱۰   | ۱۷    |
| ۱۵              | فنلاند              | ۴   | ۳    | ۸    | ۱۵    |
| ۱۶              | صربستان             | ۴   | ۱    | ۶    | ۱۱    |
| ۱۷              | کرواسی              | ۳   | ۴    | ۹    | ۱۶    |
| ۱۸              | روسیه               | ۳   | ۴    | ۷    | ۱۴    |
| ۱۹              | سوئد                | ۳   | ۴    | ۶    | ۱۳    |
| ۲۰              | یونان               | ۳   | ۴    | ۳    | ۱۰    |
| ۲۱              | استرالیا            | ۳   | ۳    | ۱۰   | ۱۶    |
| ۲۲              | مکزیک               | ۲   | ۳    | ۴    | ۹     |
| ۲۳              | اتریش               | ۲   | ۲    | ۷    | ۱۱    |
| ۲۴              | صربستان و مونته‌نگرو | ۲   | ۰    | ۶    | ۸     |
| ۲۵              | نروژ                | ۱   | ۵    | ۴    | ۱۰    |
| ۲۶              | تایوان              | ۱   | ۳    | ۷    | ۱۱    |
| ۲۷              | ویتنام              | ۱   | ۳    | ۰    | ۴     |
| ۲۸              | چین                 | ۱   | ۲    | ۱    | ۴     |
| ۲۹              | اسلواکی             | ۱   | ۱    | ۸    | ۱۰    |
| ۳۰              | سوئیس               | ۱   | ۱    | ۶    | ۸     |
| ۳۱              | آنتیل هلند          | ۱   | ۱    | ۳    | ۵     |
| ۳۲              | سنگال               | ۱   | ۱    | ۰    | ۲     |
| ۳۳              | بنین                | ۱   | ۰    | ۱    | ۲     |
| ۳۳              | شیلی                | ۱   | ۰    | ۱    | ۲     |
| ۳۳              | گرجستان             | ۱   | ۰    | ۱    | ۲     |
| ۳۶              | آفریقای جنوبی       | ۱   | ۰    | ۰    | ۱     |
| ۳۶              | استونی              | ۱   | ۰    | ۰    | ۱     |
| ۳۶              | لهستان              | ۱   | ۰    | ۰    | ۱     |
| ۳۹              | مجارستان            | ۰   | ۴    | ۳    | ۷     |
| ۴۰              | کانادا              | ۰   | ۳    | ۵    | ۸     |
| ۴۱              | بوسنی و هرزگوین     | ۰   | ۳    | ۴    | ۷     |
| ۴۲              | یوگسلاوی            | ۰   | ۲    | ۲    | ۴     |
| ۴۳              | تونس                | ۰   | ۲    | ۱    | ۳     |
| ۴۴              | پرو                 | ۰   | ۱    | ۷    | ۸     |
| ۴۵              | بلژیک               | ۰   | ۱    | ۴    | ۵     |
| ۴۵              | دانمارک             | ۰   | ۱    | ۴    | ۵     |
| ۴۵              | قزاقستان            | ۰   | ۱    | ۴    | ۵     |
| ۴۸              | اوکراین             | ۰   | ۱    | ۳    | ۴     |
| ۴۹              | مالزی               | ۰   | ۱    | ۲    | ۳     |
| ۴۹              | مراکش               | ۰   | ۱    | ۲    | ۳     |
| ۵۱              | لوکزامبورگ          | ۰   | ۱    | ۱    | ۲     |
| ۵۱              | چک                  | ۰   | ۱    | ۱    | ۲     |
| ۵۱              | گواتمالا            | ۰   | ۱    | ۱    | ۲     |
| ۵۴              | پاراگوئه            | ۰   | ۱    | ۰    | ۱     |
| ۵۴              | چکسلواکی            | ۰   | ۱    | ۰    | ۱     |
| ۵۶              | الجزایر             | ۰   | ۰    | ۲    | ۲     |
| ۵۶              | رومانی              | ۰   | ۰    | ۲    | ۲     |
| ۵۸              | آرژانتین            | ۰   | ۰    | ۱    | ۱     |
| ۵۸              | اسلوونی             | ۰   | ۰    | ۱    | ۱     |
| ۵۸              | اندونزی             | ۰   | ۰    | ۱    | ۱     |
| ۵۸              | بلغارستان           | ۰   | ۰    | ۱    | ۱     |
| ۵۸              | دومینیکن            | ۰   | ۰    | ۱    | ۱     |
| ۵۸              | سنگاپور             | ۰   | ۰    | ۱    | ۱     |
| ۵۸              | فیلیپین             | ۰   | ۰    | ۱    | ۱     |
| ۵۸              | لتونی               | ۰   | ۰    | ۱    | ۱     |
| ۵۸              | مقدونیه شمالی       | ۰   | ۰    | ۱    | ۱     |
| ۵۸              | مونته‌نگرو           | ۰   | ۰    | ۱    | ۱     |
| ۵۸              | هنگ کنگ             | ۰   | ۰    | ۱    | ۱     |
| ۵۸              | ورزشکاران مستقل     | ۰   | ۰    | ۱    | ۱     |
| ۵۸              | کوزوو               | ۰   | ۰    | ۱    | ۱     |
| مجموع (۷۰ کشور) | مجموع (۷۰ کشور)     | ۳۲۳ | ۳۲۳  | ۵۹۸  | ۱۲۴۴  |